# Dorothea Binz

Dorothea Binz mottar sin dödsdom den 3 februari 1947.

Dorothea Binz, född 16 mars 1920 i Düsterlake, död 2 maj 1947 (avrättad) i Hameln, var en tysk lägervakt i koncentrationslägret Ravensbrück. Hon växte upp i Fürstenberg/Havel bara några kilometer från koncentrationslägret, där hon började arbeta som 19-åring. Hon blev med tiden verkställande Oberaufseherin (chefsvakt) och ledde träningen av nya vakter; en av dessa var Irma Grese. Efter andra världskriget ställdes Binz tillsammans med femton andra lägervakter inför rätta vid den första av Ravensbrückrättegångarna. Hon anklagades bland annat för att ha slagit, skjutit, piskat och sexuellt misshandlat kvinnliga lägerfångar. Dorothea Binz dömdes till döden genom hängning och avrättades av Albert Pierrepoint.